# 独孤朗
独孤朗（775年—827年），字用晦，唐朝官员，出自河南独孤氏。曾祖独孤思暕，定州长史。祖独孤通理，颍川郡长史。父独孤及，礼部员外郎、常州刺史。
独孤朗3岁时父亲独孤及去世，与弟弟独孤郁为伯父所抚养长大。年二十一，与弟郁同去考进士。二年后因落第回归苏州。以白身在江西、宣歙、浙东三观察使府中任府僚，得授试校书郎、协律郎。元和九年（814年），拜右拾遗。十年，宰相武元衡、御史中丞裴度被人刺杀，一死一伤，独孤朗上疏要求将京兆尹贬职，处死负责捕盗的吏员，未得到反应。因劝宪宗从淮西罢兵，被贬为兴元府（今陕西汉中）仓曹参军。三年后入为监察御史，改任京兆府司录参军。迁殿中侍御史兼史馆修撰，入尚书省为都官员外郎。
长庆元年（821年）十二月，谏议大夫李景俭退朝后与兵部郎中知制诰冯宿、库部郎中知制诰杨嗣复、起居舍人温造、司勋员外郎李肇、刑部员外郎王镒等人到独孤朗的史馆办公地饮酒。李景俭喝醉后跑到中书省去辱骂宰相王播、崔植、杜元颖，次日饮酒几人皆被贬出为刺史，独孤朗贬为韶州刺史。
不久元稹作宰相，被贬几人皆被召还。独孤朗复为虞部、左司二员外郎，升为郎中，数月迁权知谏议大夫。
宝历元年（825年），鄠县令崔发因误辱中官下狱，当时唐敬宗即位，大赦天下，崔发等一众囚犯在金鸡竿下等待释放。忽然有宦官五十余人，将崔发围殴，并将崔发再次投入监狱。独孤朗立即上表，请求诛杀为首的中官。同年十一月，改任御史中丞。
宝历二年（826年），殿中侍御史王源植被贬为韶州司马，正在街中行走，被教坊司的乐伎侮辱，看押王源植的导从呵斥回应，两方遂打闹起来。京兆尹刘栖楚判处处罚乐伎，而独孤朗则急切要求赦免王源植，五次上疏，惹怒敬宗，再次重贬王源植。独孤朗自请罢去，敬宗不许。
大和元年（827年），唐文宗即位，独孤朗改任工部侍郎。八月一日，被任为福建观察使。于时独孤朗背部生疮，二旬后在八月廿三日壬子（827年9月17日），以疮发作而卒，年五十三。赠右散骑常侍。有子独孤孟常，时年尚九岁。夫人京兆韦氏，给事中贞伯之女，早卒。同年十月壬午，其侄子独孤庠护丧归葬河南之寿安甘泉乡先公墓次。